# Winton Motor Carriage Company

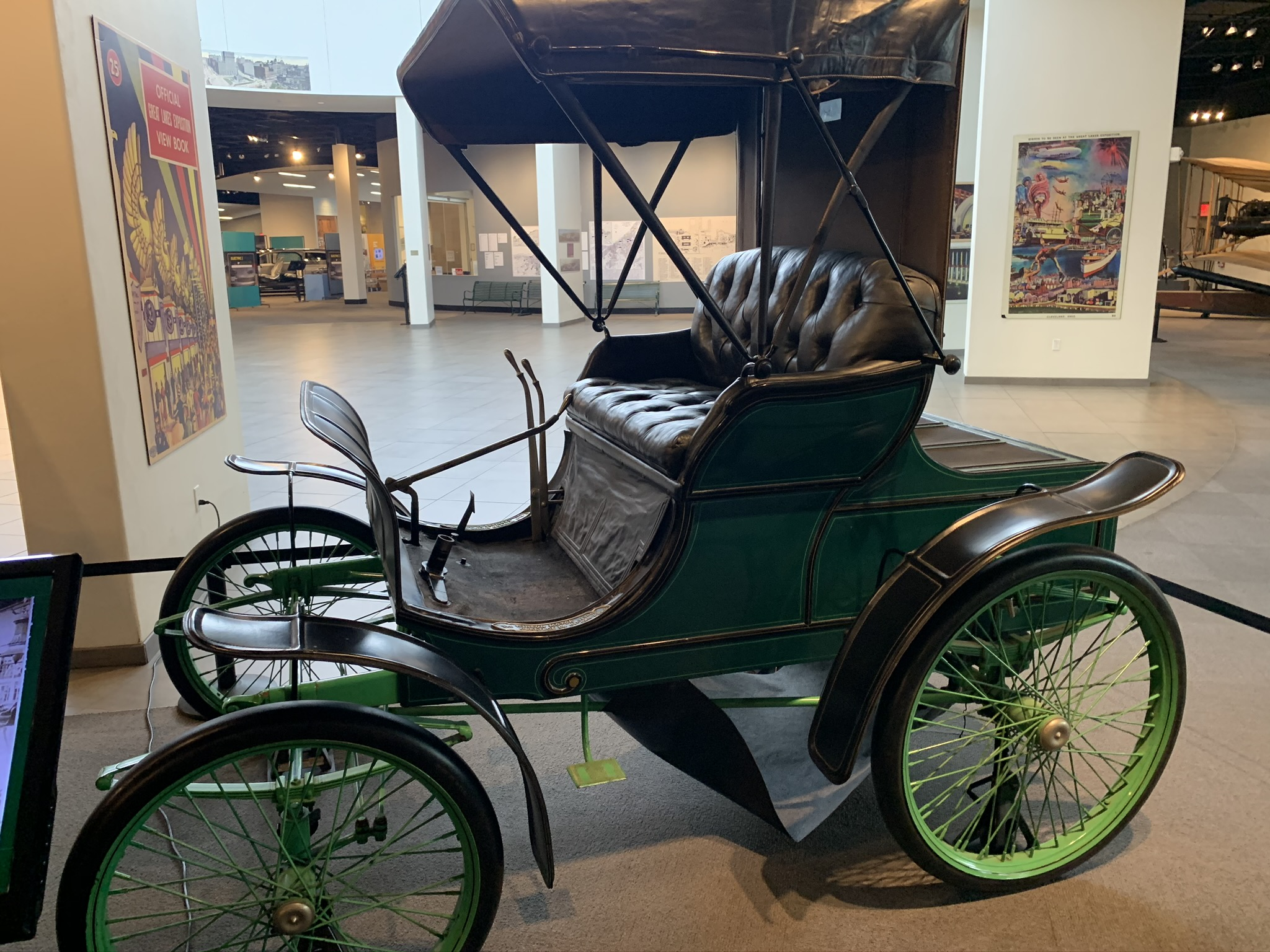
1899 Winton en el Museo de Aviación Automotriz de Crawford

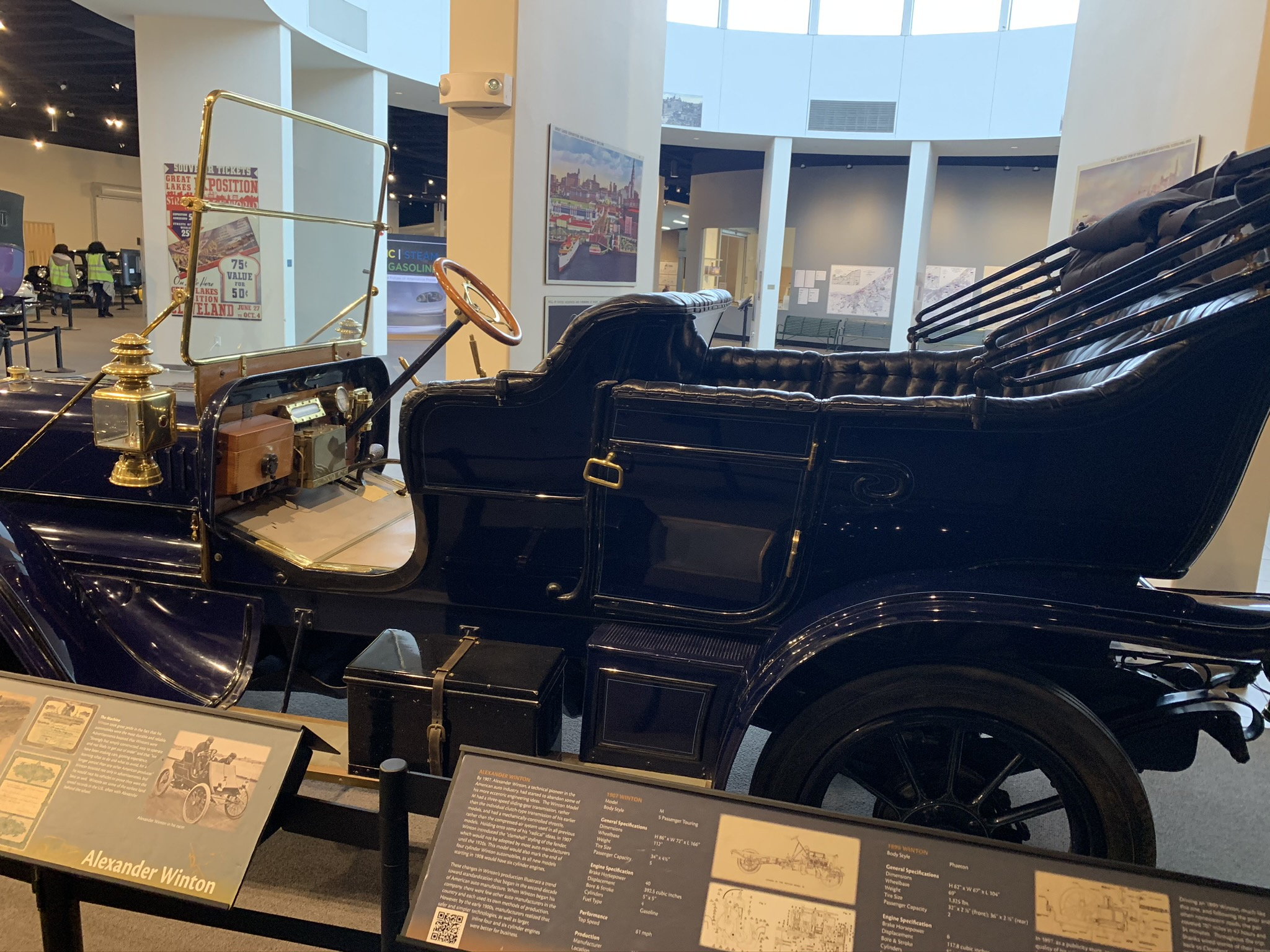
1907 Winton en el Museo de Aviación Automotriz de Crawford

Winton Motor Carriage Company fue un fabricante de automóviles pionero en los Estados Unidos con sede en Cleveland, Ohio. Winton fue una de las primeras empresas estadounidenses en vender un automóvil. En 1912, Winton se convirtió en uno de los primeros fabricantes estadounidenses de motores diésel.

## Historia

### 1896-1903
En 1896, el inmigrante escocés Alexander Winton, propietario de Winton Bicycle Company, pasó de la producción de bicicletas a un automóvil monocilíndrico experimental antes de fundar su empresa de automóviles.
La empresa fue constituida el 15 de marzo de 1897. Sus primeros automóviles fueron construidos a mano. Cada vehículo tenía laterales pintados, asientos acolchados, techo de cuero y lámparas de gas. BF Goodrich fabricó los neumáticos.
En ese momento, Winton ya había producido dos prototipos de automóviles en pleno funcionamiento. En mayo de ese año, el 10 CV (7,5kW) alcanzó la asombrosa velocidad de 33.64 mph (54.14 km/h) en una prueba alrededor de una pista de caballos de Cleveland. Sin embargo, el nuevo invento todavía estaba sujeto a mucho escepticismo, por lo que para demostrar la durabilidad y utilidad de su automóvil, Alexander Winton sometió su automóvil a 1,300 km en carrera de resistencia desde Cleveland hasta la ciudad de Nueva York.
El 24 de marzo de 1898, Robert Allison de Port Carbon, Pensilvania, se convirtió en la primera persona en comprar un automóvil Winton después de ver el primer anuncio de automóvil en Scientific American. Más tarde ese año, Winton Motor Carriage Company vendió 21 vehículos más, incluido uno a James Ward Packard, quien más tarde fundó la compañía de automóviles Packard después de que Winton desafiara a un Packard muy insatisfecho a hacerlo mejor. Este es el mismo error que cometería Enzo Ferrari con Ferruccio Lamborghini.
Winton vendió su primer semirremolque fabricado en 1899. Ese año se vendieron más de cien vehículos Winton, convirtiendo a la empresa en el mayor fabricante de automóviles a gasolina de Estados Unidos. Este éxito llevó a la apertura del primer concesionario de automóviles por parte del Sr. HW Koler  en Reading, Pensilvania. Para entregar los vehículos, en 1899, Winton construyó el primer transportador de automóviles en Estados Unidos. Uno de estos Winton de 1899 fue comprado por Larz Anderson y su nueva esposa, Isabel Weld Perkins.
La publicidad generó ventas. En 1901, la noticia de que tanto Reginald Vanderbilt como Alfred Vanderbilt habían comprado automóviles Winton impulsó sustancialmente la imagen de la empresa. Los modelos de la época eran un Runabout para dos pasajeros con motor monocilíndrico (8 CV) y un Touring y Mail Delivery Van de cuatro plazas, también con motor monocilíndrico (9 CV). Ese año, Winton perdió una carrera en Grosse Pointe ante Henry Ford . Winton prometió regresar y ganar. Produjo el Winton Bullet de 1902, que estableció un récord no oficial de velocidad en tierra de 110 km/h en Cleveland ese año. El Bullet fue derrotado por otro Ford del famoso piloto Barney Oldfield, pero se construyeron dos autos de carreras Bullet más.

En 1903, el Dr. Horatio Nelson Jackson realizó con éxito el primer viaje en automóvil por los Estados Unidos. Con una apuesta de 50 dólares (equivalente a 1696 dólares actuales), compró un dos cilindros ligeramente usado, 20 CV (15 kW) Winton turismo y contrató a un mecánico para que lo acompañara. Comenzando en San Francisco, California, terminando en Manhattan, Nueva York, Nueva York . El viaje duró 63 días, 12 horas y 30 minutos, incluyendo averías y retrasos mientras se esperaba que llegaran las piezas (especialmente en Cleveland). Los dos hombres a menudo se desviaban kilómetros del camino para encontrar una carretera transitable, izando repetidamente Los Winton subían por terrenos rocosos y hoyos de barro con un bloque y un aparejo, o eran sacados de la arena blanda por equipos de caballos. En 1903, sólo había 150 millas de caminos pavimentados en todo el país, todos dentro de los límites de la ciudad. No había señales de tráfico ni mapas. Una vez pagaron el precio exorbitante de cinco dólares por cinco galones de gasolina. Jackson y su socio siguieron ríos y arroyos, vías de ferrocarril transcontinentales, senderos para ovejas y caminos secundarios de tierra. 

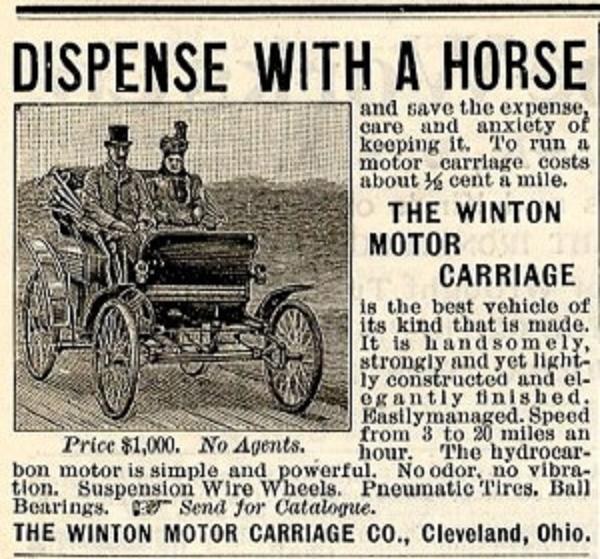
1898 Primer anuncio de automóviles de Winton Motor Carriage Company
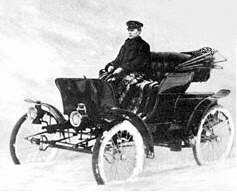
1899 Winton Stanhope
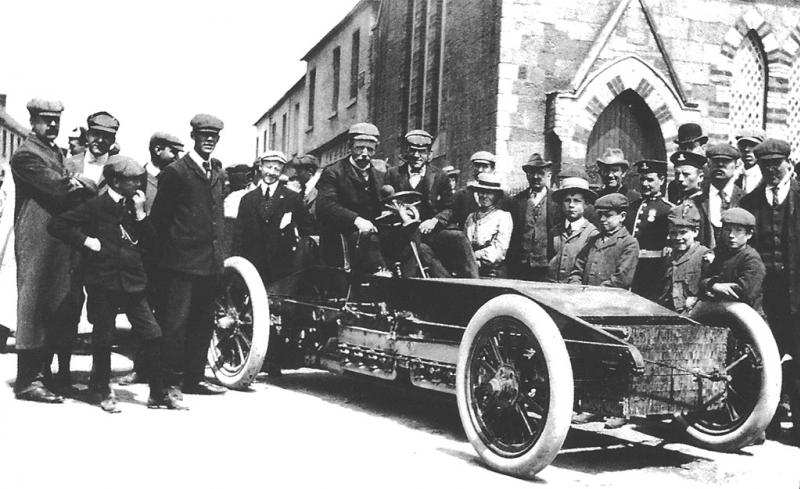
En 1903, durante el Trofeo Gordon Bennett, en el Winton Bullet 2
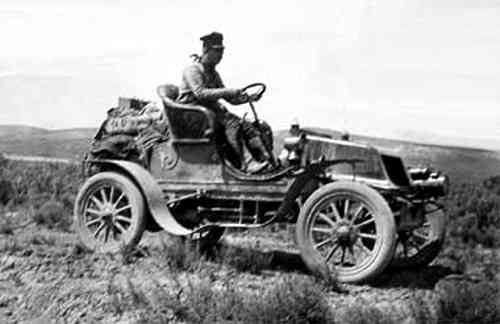
En 1903, Horacio Nelson Jacksonen con su Winton turismo biplaza, "El Vermont", recuerda América.

### 1904-1924
El Winton de 1904 era un turismo equipado con lona para cinco pasajeros que se vendió por 2.500 dólares . 
El motor bicilíndrico en línea refrigerado por agua de montaje plano de Winton, situado en el centro del automóvil, produjo 20 CV (15 kilovatios) . El vagón con estructura de acero en forma de canal y ángulo pesaba 1000 kg .

Winton continuó comercializando con éxito automóviles entre consumidores de alto nivel durante la década de 1910, pero las ventas comenzaron a caer a principios de la década de 1920. Esto se debió al carácter muy conservador de la empresa, tanto en términos de desarrollo técnico como de estilo. Sólo se ofreció un modelo deportivo: el Sport Touring, y la mayoría de los Winton presentaban estilos de turismo, sedán, limusina y towncar. La Winton Motor Carriage Company cesó la producción de automóviles el 11 de febrero de 1924.

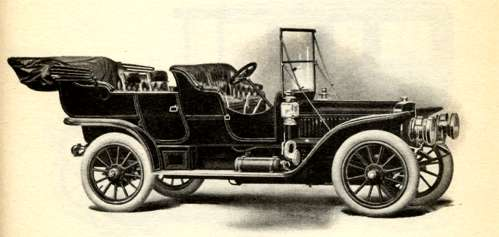
1908 Winton automóvil de turismo
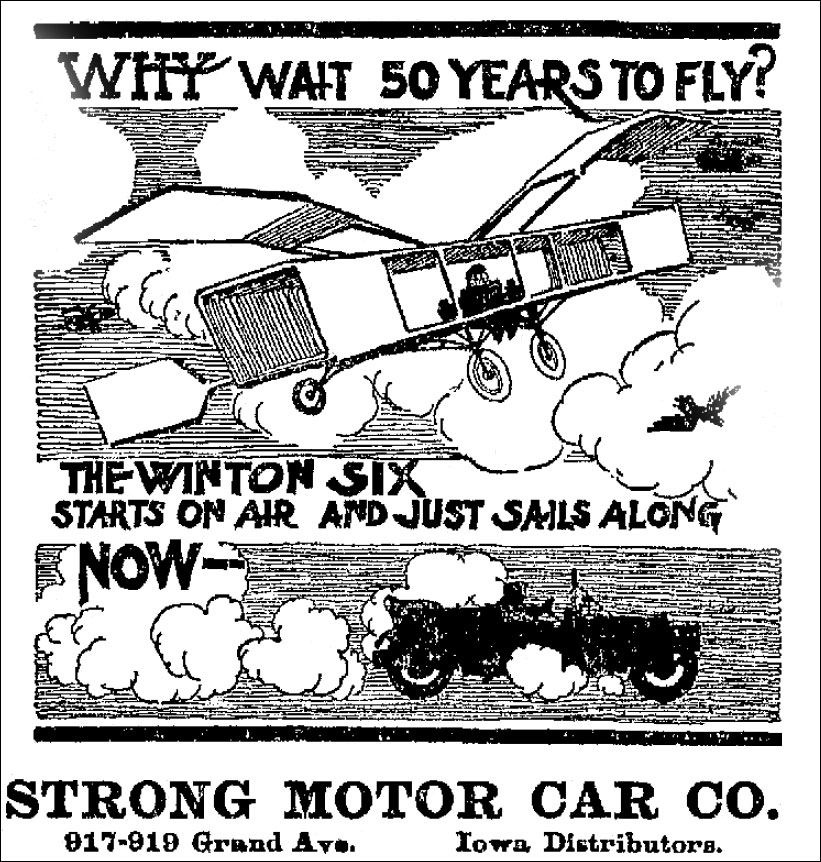
Anuncio de Winton en Des Moines Capital, 14 de mayo de 1910
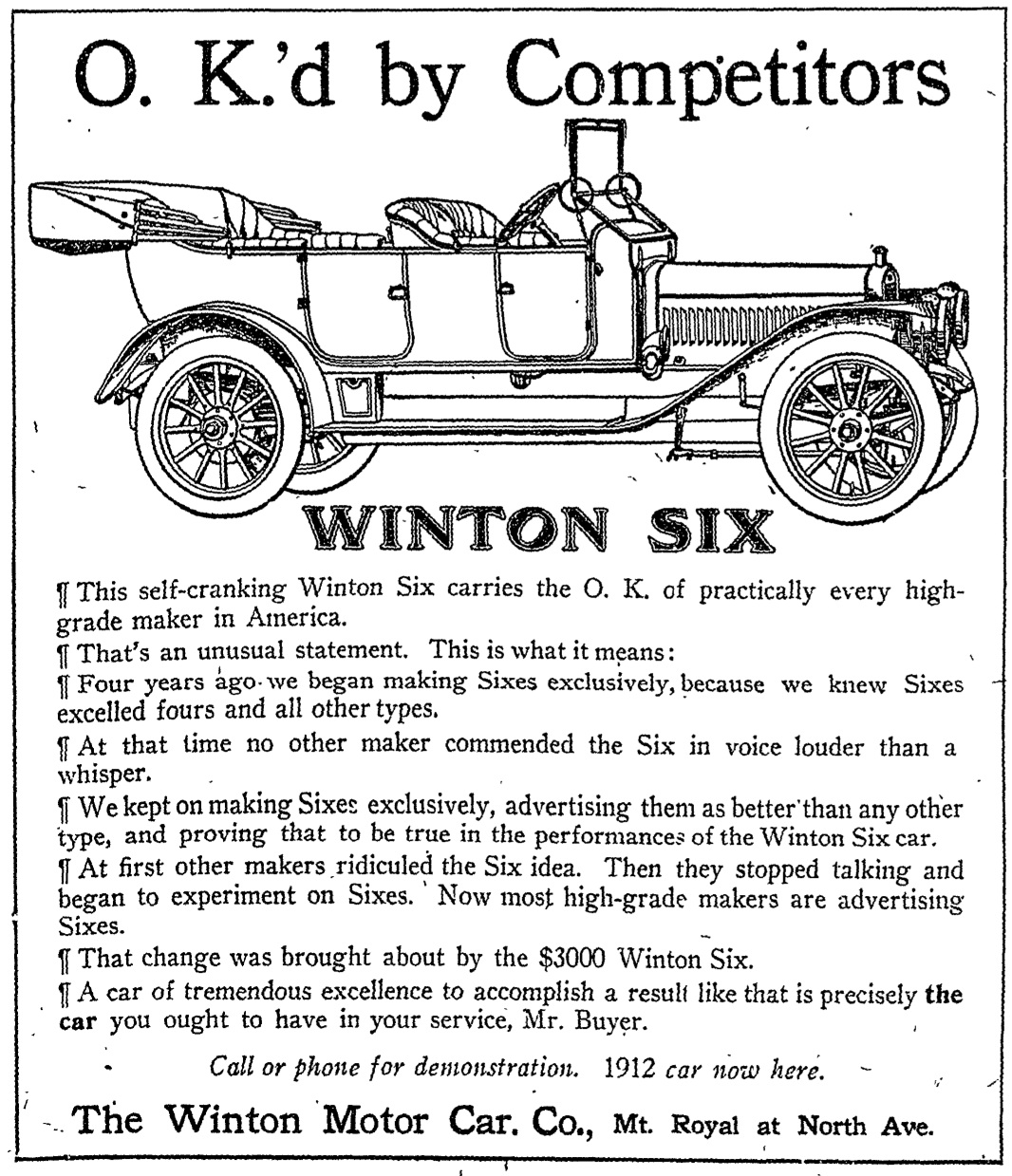
Winton Motor Company anuncio, 1911
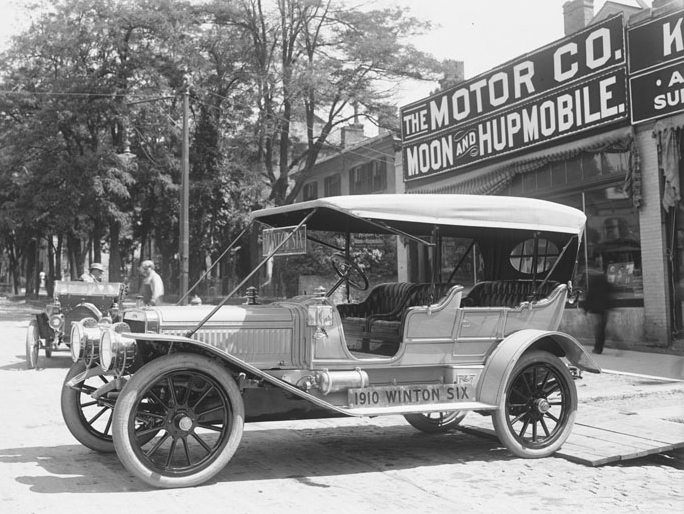
1910 Winton Six
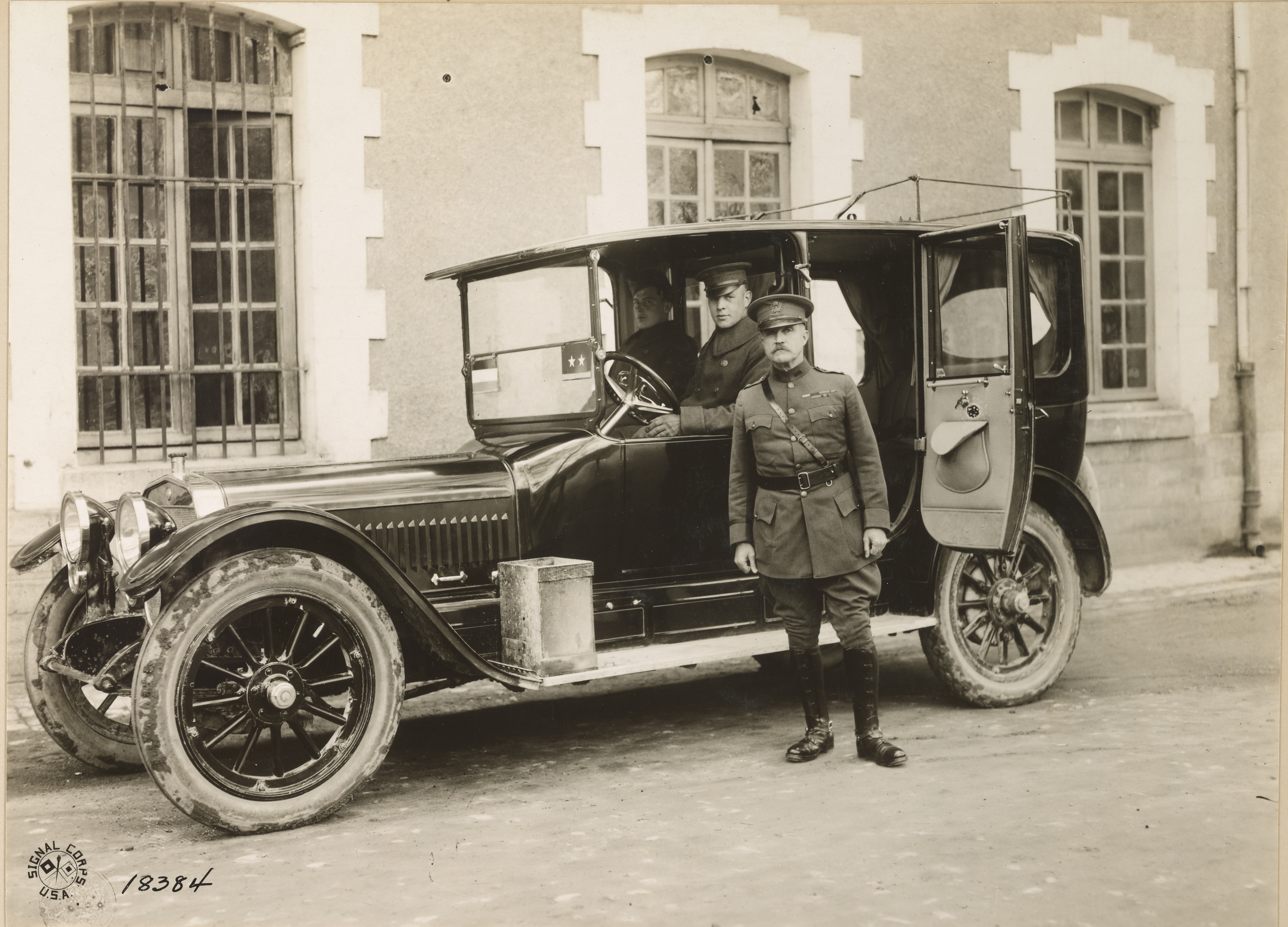
1918 Winton Six Model 33 Limousine
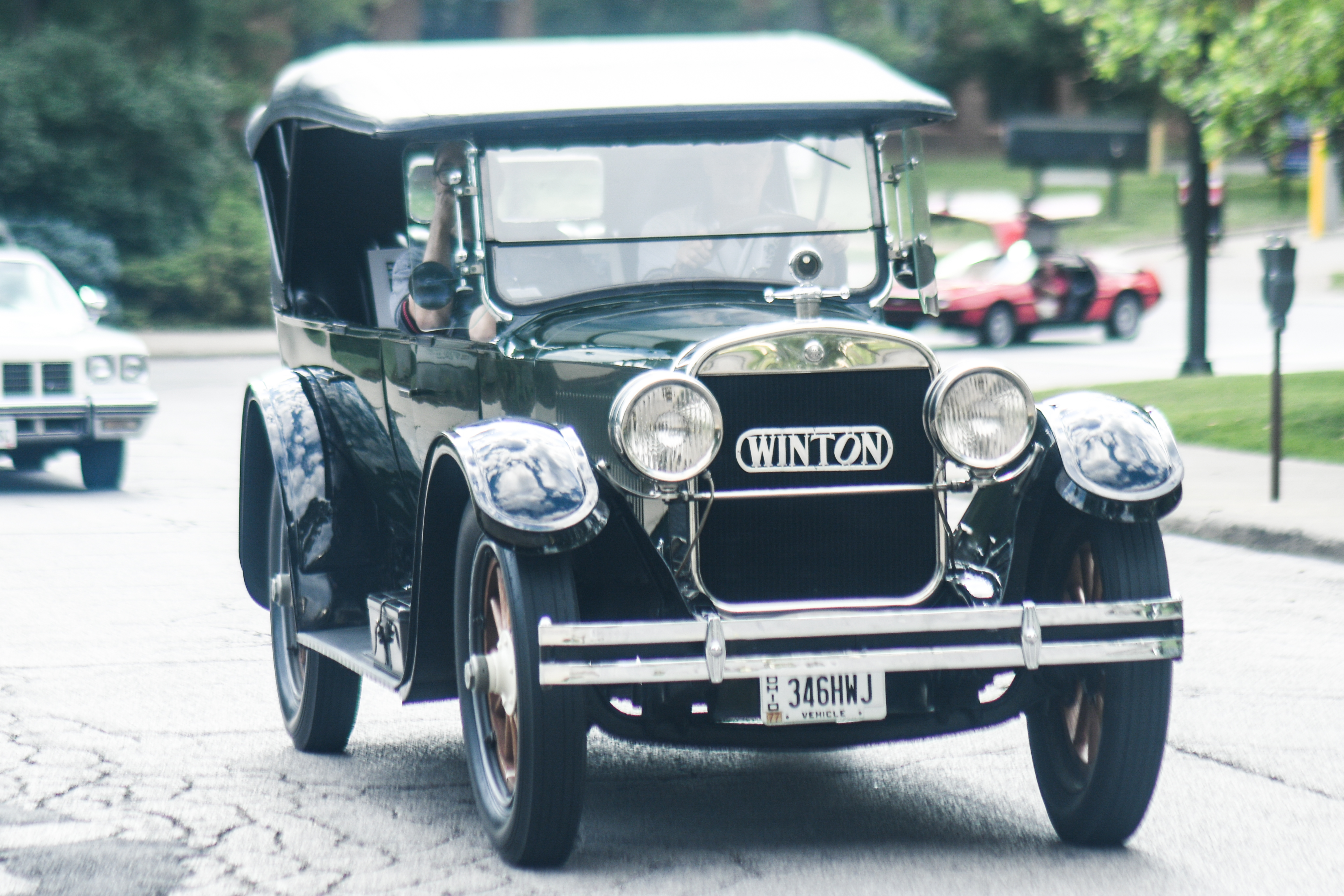
1922 Winton Six Model 40, turismo de siete pasajeros

### Winton Engine Company
En 1912, Winton comenzó a producir motores diésel para uso estacionario y marino, y motores de gasolina para vehículos pesados, independientemente de la producción de automóviles de Winton. La filial Winton Engine Company siguió teniendo éxito mientras las ventas de automóviles de Winton disminuyeron y sobreviviría a Winton Motor Carriage Company. Winton se convirtió en el principal proveedor de motores para vagones eléctricos de combustión interna en la década de 1920.

### Venta a General Motors
El 20 de junio de 1930, Winton Engine Company se vendió a General Motors y el 30 de junio se reorganizó como la subsidiaria de Winton Engine Corporation de General Motors. Produjo los primeros motores diésel prácticos de dos tiempos en el rango de 400 a 1200 caballos de fuerza (300 a 900 kW), que propulsaba las primeras locomotoras diésel de Electro-Motive Corporation (otra filial de General Motors), así como los submarinos de la Armada de los Estados Unidos . En 1934, un Winton de ocho cilindros, 600 CV (450 kW) El motor diésel 8-201-A impulsó el revolucionario y aerodinámico tren de pasajeros Burlington Zephyr, el primer tren principal estadounidense propulsado por diésel. Winton Engine Corporation proporcionó motores de la Serie 201 para uso ferroviario hasta finales de 1938, cuando se reorganizó como la División de Motores Diesel de Cleveland de General Motors, que produjo los motores de locomotoras de la serie GM 567 y otros motores diesel grandes para uso marino y estacionario. En 1941, la producción de motores de locomotoras pasó a formar parte de la División Electro-Motive de General Motors (EMD). En 1962, Cleveland Diesel fue absorbida por Electro-Motive Division, que permanece en el negocio hoy como una subsidiaria de Progress Rail.

### Motores marinos
Los motores Winton y Cleveland fueron ampliamente utilizados por la Marina de los EE. UU. en la Segunda Guerra Mundial, impulsando submarinos, escoltas de destructores y numerosos auxiliares. Los motores Winton fueron reemplazados sistemáticamente por los motores Cleveland Diesel más confiables durante las remodelaciones durante la guerra.

## En la cultura popular
Un "Winton Flyer" especialmente diseñado ocupa un lugar destacado en la novela The Reivers de William Faulkner, ganadora del premio Pulitzer en 1962. De hecho, la versión cinematográfica de 1969 de la novela protagonizada por Steve McQueen fue conocida como The Yellow Winton Flyer en el Reino Unido.